# Scheloribates spirulatus
Scheloribates spirulatus är en kvalsterart som beskrevs av Vasiliu och Calugar 1973. Scheloribates spirulatus ingår i släktet Scheloribates och familjen Scheloribatidae. Inga underarter finns listade i Catalogue of Life.